# Виланова де Берети (Павија)
Виланова де Берети је насеље у Италији у округу Павија, региону Ломбардија.
Према процени из 2011. у насељу је живело 222 становника. Насеље се налази на надморској висини од 89 м.